# Secret Dreams and Forbidden Fire
Secret Dreams and Forbidden Fire är ett album av den walesiska pop/rock-sångerskan Bonnie Tyler, utgivet 1986 på skivbolaget Columbia. Liksom föregångaren Faster Than the Speed of Night producerades det av Jim Steinman som även skrev fyra av albumets låtar, däribland hiten "Holding Out for a Hero" och "Loving You Is a Dirty Job But Somebody's Gotta Do It", en duett med Todd Rundgren. Albumets titel är för övrigt en textrad ur den sistnämnda låten.

## Låtlista
1. "Ravishing" (Jim Steinman) - 6:25
2. "If You Were a Woman (And I Was a Man)" (Desmond Child) - 5:16
3. "Loving You Is a Dirty Job But Somebody's Gotta Do It" (Jim Steinman) - 7:48
4. "No Way to Treat a Lady" (Bryan Adams/Jim Vallance) - 5:18
5. "Band of Gold" (Ronald Dunbar/Edith Wayne) - 5:51
6. "Rebel Without a Clue" (Jim Steinman) - 8:36
7. "Lovers Again" (Desmond Child) - 4:32
8. "Before This Night Is Through" (Beppe Cantarelli/Adrienne Anderson) - 5:23
9. "Holding Out for a Hero" (Jim Steinman/Dean Pitchford) - 5:49